# Forestville (Ohio)
Forestville és una concentració de població designada pel cens dels Estats Units a l'estat d'Ohio. Segons el cens del 2000 tenia 10.978 habitants.

## Demografia
Segons el cens del 2000, Forestville tenia 10.978 habitants, 4.368 habitatges, i 2.948 famílies. La densitat de població era de 1.151,8 habitants/km².
Dels 4.368 habitatges en un 34,2% hi vivien nens de menys de 18 anys, en un 57,3% hi vivien parelles casades, en un 8% dones solteres, i en un 32,5% no eren unitats familiars. En el 29,4% dels habitatges hi vivien persones soles el 16,3% de les quals corresponia a persones de 65 anys o més que vivien soles. El nombre mitjà de persones vivint en cada habitatge era de 2,49 i el nombre mitjà de persones que vivien en cada família era de 3,12.
Per edats la població es repartia de la següent manera: un 27,1% tenia menys de 18 anys, un 5,8% entre 18 i 24, un 26,9% entre 25 i 44, un 24,2% de 45 a 60 i un 16% 65 anys o més.
L'edat mediana era de 39 anys. Per cada 100 dones de 18 o més anys hi havia 82,7 homes.
La renda mediana per habitatge era de 57.850 $, i la renda mediana per família de 76.020 $. Els homes tenien una renda mediana de 56.488 $ mentre que les dones 36.493 $. La renda per capita de la població era de 30.493 $. Aproximadament el 2,5% de les famílies i el 3,6% de la població estaven per davall del llindar de pobresa.

## Poblacions més properes
El següent diagrama mostra les poblacions més properes.